# Phobocampe lymantriae
Phobocampe lymantriae là một loài tò vò trong họ Ichneumonidae.